# Acacia erythropus
Acacia erythropus är en ärtväxtart som beskrevs av Michele Tenore. Acacia erythropus ingår i släktet akacior, och familjen ärtväxter. Inga underarter finns listade i Catalogue of Life.